# Djérem

 Djérem  é um departamento da região Adamawa nos Camarões.
O departamento tem uma área de 13.283 km ² e a partir de 2001 tinha uma população total de 89.382.A capital do departamento encontra-se em Tibati.

## Subdivisões
Os departamentos estão divididos administrativamente em Arrondissements, comunas e em volta em aldeias.
- Ngaoundal
- Tibati